# Péter Frankl

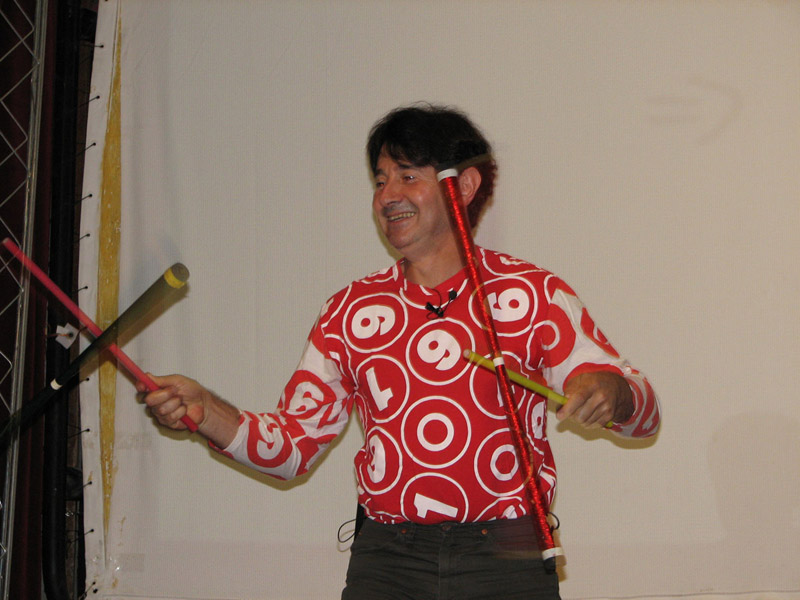

Péter Frankl (* 26. März 1953 in Kaposvár) ist ein ungarischer Mathematiker, der sich mit Kombinatorik befasst.
Frankl gewann 1971 eine Goldmedaille auf der Internationalen Mathematikolympiade. Er studierte an der Loránd-Eötvös-Universität bei Gyula Katona, bei dem er promovierte. In den 1980er Jahren ging er nach Frankreich und war an der Universität Paris VII (Denis Diderot). Seit 1988 lebt er in Japan. Dort erlangte er auch als Amateur-Jongleur, der auf öffentlichen Plätzen auftrat, Popularität. 
Er veröffentlichte sechs Arbeiten mit Paul Erdős und befasst sich vor allem mit extremaler Kombinatorik. Insbesondere ist er Urheber einer berühmten Vermutung über unter Vereinigungsbildung abgeschlossene endliche Mengensysteme (Union-closed sets conjecture).
Seit 1998 ist er auswärtiges Mitglied der Ungarischen Akademie der Wissenschaften.